# Teorema de Bernstein-Kushnirenko
El teorema de Bernstein-Kushnirenko o teorema de Bernstein-Khovanskii-Kushnirenko (BKK), provat per David Bernstein i Anatoli Kushnirenko el 1975, és un teorema en l'àlgebra. Afirma que el nombre de solucions complexes no nul·les d’un sistema d’equacions de polinomis de Laurent {\displaystyle f_{1}=\cdots =f_{n}=0} és igual al volum barrejat dels polítops de Newton dels polinomis {\displaystyle f_{1},\ldots ,f_{n}}, suposant que tots els coeficients diferents de zero de {\displaystyle f_{n}} siguin genèrics.
El nom de Kushnirenko també s'escriu Kouchnirenko. David Bernstein és germà de Joseph Bernstein. Askold Khovanskii ha trobat unes 15 proves diferents d’aquest teorema.
Una afirmació més precisa del teorema és la següent:

## Declaració
Sigui {\displaystyle A} un subconjunt finit de {\displaystyle \mathbb {Z} ^{n}.} Considerem que en el subespai {\displaystyle L_{A}} de l’àlgebra polínòmica de Laurent {\displaystyle \mathbb {C} \left[x_{1}^{\pm 1},\ldots ,x_{n}^{\pm 1}\right]} format per polinomis de Laurent els exponents dels quals es troben en {\displaystyle A}. Això és:
{\displaystyle L_{A}=\left\{f\,\left|\,f(x)=\sum _{\alpha \in A}c_{\alpha }x^{\alpha },c_{\alpha }\in \mathbb {C} \right\},\right.}
on per a cada {\displaystyle \alpha =(a_{1},\ldots ,a_{n})\in \mathbb {Z} ^{n}} hem utilitzat la notació abreujada {\displaystyle x^{\alpha }} per denotar el monomi {\displaystyle x_{1}^{a_{1}}\cdots x_{n}^{a_{n}}.}
Ara prenem {\displaystyle n} subconjunts finits {\displaystyle A_{1},\ldots ,A_{n}} amb els corresponents subespais de polinomis de Laurent {\displaystyle L_{A_{1}},\ldots ,L_{A_{n}}.} Considerem un sistema genèric d’equacions d’aquests subespais, és a dir:
{\displaystyle f_{1}(x)=\cdots =f_{n}(x)=0,}
on cada {\displaystyle f_{i}}és un element genèric (a l'espai vectorial de dimensions finites) {\displaystyle L_{A_{i}}.}
El teorema de Bernstein-Kushnirenko afirma que el nombre de solucions {\displaystyle x\in (\mathbb {C} \setminus 0)^{n}} de tal sistema és igual a
{\displaystyle n!V(\Delta _{1},\ldots ,\Delta _{n}),}
on {\displaystyle V} indica l'addició de Minkowski del volum barrejat amb cada {\displaystyle i,\Delta _{i}} és l'envolupant convexa del conjunt finit de punts {\displaystyle A_{i}}. Clarament {\displaystyle \Delta _{i}} és un polítop reticular convex. Es pot interpretar com el polítop de Newton d’un element genèric del subespai {\displaystyle L_{A_{i}}}.
En particular, si tots els conjunts {\displaystyle A_{i}} són iguals {\displaystyle A=A_{1}=\cdots =A_{n},} llavors el nombre de solucions d'un sistema genèric de polinomis de Laurent a partir de {\displaystyle L_{A}} és igual a
{\displaystyle n!\operatorname {vol} (\Delta ),}
on {\displaystyle \Delta } és l'envolupant convexa de {\displaystyle A} i vol és l'usual volum euclideà {\displaystyle n}-dimensional. S'ha de tenir en compte que, tot i que el volum d’un polítop reticular no és necessàriament un enter, es converteix en un enter després de multiplicar-lo per {\displaystyle n!}.